# Neutró
En física, el neutró és una partícula subatòmica que té com a símbol n o n0
, sense càrrega elèctrica i de massa lleugerament superior a la del protó p. El neutró es classifica com a barió, per estar compost per tres quarks (udd), i com a nucleó per formar part, juntament amb el protó, dels nuclis dels àtoms, excepte l'isòtop més comú de l'hidrogen,
1
H
, format per un sol protó i un electró e−
. Mentre el nombre de protons en un nucli és el nombre atòmic i defineix el tipus d'element de les formes atòmiques, el nombre de neutrons determina l'isòtop d'un element.
Fora del nucli, els neutrons són inestables, se sotmeten a la desintegració beta i tenen una vida mitjana d'aproximadament quinze minuts (τn = 881,5±1,9 s). Els neutrons lliures es produeixen en les reaccions nuclears de fusió i fissió. Tot i que no és un element químic, el neutró lliure de vegades figura en els quadres de núclids.
Els neutrons estan sotmesos a les forces feble, forta i gravitatòria. La força electromagnètica s'unifica parcialment amb la feble a altes energies; o dit d'una altra manera, a distàncies menors que el diàmetre d'un protó, les dues forces són només dos aspectes d'una força, la força electrofeble. D'aquesta manera, el neutró, encara que la suma de les càrregues elèctriques dels seus components, els quarks, sigui nul·la, està també sotmès a la interacció electromagnètica.
Fou descobert per James Chadwick l'any 1932 (el 7 de febrer d'aquell any, es publicà la descoberta a la revista Nature). El neutró ha estat la clau per a la producció d'energia nuclear. Després que es descobrís, el 1933 es va pensar que podria intervenir en una reacció nuclear en cadena. En la dècada de 1930, els neutrons s'utilitzaven per produir molts tipus diferents de transmutacions nuclears. Quan la fissió nuclear va ser descoberta el 1938, aviat es van adonar que aquest podria ser el mecanisme per a produir els neutrons necessaris per a la reacció en cadena, si en el procés també es produeixen neutrons, i això va ser demostrat el 1939, fent el camí de la producció d'energia nuclear. Aquests esdeveniments i troballes van portar directament a la primera reacció nuclear en cadena autosostenible artificial (Chicago Pile-1, 1942) i la primera bomba atòmica (1945).

## Descobriment
El 1920, Ernest Rutherford conceptualitza la possible existència del neutró. En particular, Rutherford va considerar que la disparitat entre el nombre atòmic d'un àtom i la seva massa atòmica podria explicar-se per l'existència d'una partícula de càrrega neutra dins del nucli atòmic.
El 1930, Víktor Ambartsumian i Dmitri Ivanenko a l'URSS van trobar que, contràriament a l'opinió dominant de l'època, el nucli no pot consistir en protons i electrons. Es va comprovar que algunes partícules neutres han d'estar presents al nucli, a més dels protons.
El 1931, Walther Bothe i Becker Herbert a Alemanya, van trobar que l'alta energia de les partícules alfa emeses pel poloni es reduïa en els elements lleugers, específicament beril·li, bor o liti, i es produïa una radiació inusualment penetrant. Al principi, aquesta radiació es va creure que era radiació gamma, tot i que era més penetrant que qualsevol dels raigs gamma coneguts i que els detalls dels resultats experimentals eren molt difícils d'interpretar, sobre aquesta base. La següent contribució important la van fer Irène Joliot-Curie i Frédéric Joliot a París el 1932. Van demostrar que, si aquesta radiació desconeguda queia sobre parafina, o qualsevol altre compost d'hidrogen, s'expulsaven protons d'alta energia. Això no era en si mateix incompatible amb la naturalesa assumida dels raigs gamma de la nova radiació, però una anàlisi quantitativa detallada de les dades va fer cada vegada més difícil conciliar aquesta hipòtesi.
El 1932, James Chadwick va realitzar una sèrie d'experiments a la Universitat de Cambridge, i mostrà que la hipòtesi de raigs gamma era insostenible. Va suggerir que la nova radiació consistia en partícules sense càrrega, de massa semblant a la del protó, i va realitzar una sèrie d'experiments per verificar la seva proposta. Aquestes partícules sense càrrega les va anomenar neutrons per l'arrel llatina de neutre i la terminació grega -on (per imitació dels electrons i protons).

## Les propietats intrínseques

### Estabilitat i la desintegració beta

El diagrama de Feynman per a la desintegració β d'un ' en un, i a través d'un

En el marc del model estàndard de física de partícules, el neutró està format per tres quarks; la manera de desintegració no n'és possible sense un canvi de nombre bariònic en un dels quarks per canviar el sabor a través de la interacció feble. El neutró està format per dos quarks avall amb una càrrega -1⁄3e i un quark amunt de càrrega +2⁄3e, i la desintegració d'un dels quarks avall en un quark amunt, més lleuger, es pot aconseguir mitjançant l'emissió d'un bosó W. Per aquest mitjà, el neutró es desintegra en un protó (que conté un quark avall i dos quarks amunt), un electró i un antineutrí electrònic.
Fora del nucli, els neutrons lliures són inestables i tenen una vida mitjana de 881,5 ± 1,5 s (uns 14 minuts, 42 segons), de manera que la vida mitjana d'aquest procés (que difereix de la vida mitjana per a un factor de ln(2)=0,693) és 611,0 ± 1,0 s (uns 10 minuts, 11 segons). La desintegració dels neutrons lliures emeten un electró i un antineutrí electrònic per convertir-se en un protó, un procés conegut com a desintegració beta:
n0
 → e−
 + ν
e + p+

Els neutrons en els nuclis inestables també poden desintegrar-se d'aquesta manera.
Tot i que dins el nucli els neutrons són estables, els protons també es poden transformar en un neutró per la desintegració beta inversa. Aquesta transformació es produeix per l'emissió d'un antielectró (també anomenats positrons) i un neutrí: 
p+
 → n0
+ν
e+e+

La transformació d'un protó en un neutró a l'interior d'un nucli és també possible amb la captura d'electrons:
p+
+e−
 → n0
+ν
e
La captura de positrons per neutrons en els nuclis que contenen un excés de neutrons també és possible, però es veu dificultada perquè els positrons són repel·lits pel nucli, i ràpidament s'aniquilen quan es troben amb els electrons.

### Moment dipolar elèctric i moment magnètic
El model estàndard de física de partícules prediu una petita separació de càrregues positives i negatives dins dels neutrons que condueix a un moment dipolar elèctric permanent. El valor esperat es troba molt per sota de la sensibilitat actual dels experiments, per la qual cosa encara no ha estat possible determinar-ne el valor.
Tot i que el neutró és un partícula neutra, el moment magnètic d'un neutró no és 0, ja que en estar compost de tres quarks, aquests sí que estan carregats.

### Antineutrons
L'antineutró n0
 és l'antipartícula del neutró. Va ser descobert per Bruce Cork l'any 1956, un any després del descobriment de l'antiprotó p. La simetria-CPT planteja fortes restriccions a les propietats relatives de les partícules i antipartícules, de manera que l'estudi de rendiments de l'antineutró proporciona proves rigoroses de la simetria-CPT. La diferència fraccional en les masses del neutró i antineutró és de (9±6)×10−5. Ja que la diferència és només de dues desviacions estàndard lluny de zero, això no dona cap prova convincent de la violació de la simetria-CPT.

### Estructura i geometria de la distribució de la càrrega dins dels neutrons
Un article publicat el 2007 amb un model d'anàlisi independent arriba a la conclusió que el neutró té una càrrega exterior negativa, un centre amb càrrega positiva, i un nucli de càrrega negativa. Des d'un punt de vista clàssic simplificat, el negatiu de la superfície dels neutrons és el que provoca l'atracció envers els protons, amb els quals interacciona en el nucli. De tota manera, la principal atracció de neutrons i protons és deguda a la força nuclear, en què no intervé cap càrrega.

## Detecció
La forma habitual de detectar una càrrega de partícules mitjançant la recerca d'una pista d'ionització (per exemple, en una cambra de boira) no funciona amb neutrons directament. Altres mitjans que permeten la detecció de neutrons consisteixen en la captura de neutrons o de la dispersió elàstica.

### Detecció de neutrons per captura de neutrons
Un mètode comú per a la detecció de neutrons implica la conversió de l'energia alliberada en les reaccions per la captura de neutrons en senyals elèctrics. Certs núclids tenen una alta probabilitat d'absorbir un neutró. Després de la captura de neutrons, el nucli compost emet una radiació més fàcilment detectable, per exemple, una partícula alfa. Els núclids 3
2He 6
3Li 10
5B 233
92U 235
92U 237
93Np 239
94Pu són útils per a aquest propòsit.

### Detecció de neutrons per dispersió elàstica
Els neutrons poden dispersar-se elàsticament en els nuclis, fent que el nucli bombardejat retrocedeixi. Cinemàticament, un neutró pot transferir més energia als nuclis lleugers com l'hidrogen o l'heli que a nuclis més pesants. Detectors que depenen de la dispersió elàstica s'anomenen detectors de neutrons ràpids. Els nuclis en retrocés poden ionitzar i excitar els àtoms encara més amb col·lisions. La llum de càrrega i/o de centelleig produïda d'aquesta manera es pot estudiar segons el senyal detectat. Un repte important en la detecció de neutrons ràpids és diferenciar aquests senyals dels senyals produïts per la radiació gamma en el mateix detector, cosa que indueix a errors.
Els detectors de neutrons ràpids tenen l'avantatge de no requerir un moderador, per la qual cosa són capaços de mesurar l'energia del neutró, el temps d'arribada, i en alguns casos, la direcció d'incidència.

## Usos
El neutró té un paper important en moltes reaccions nuclears. Per exemple, la captura de neutrons és sovint el resultat, en l'activació de neutrons, de la inducció de radioactivitat. En particular, el coneixement de neutrons i el seu comportament ha estat important en el desenvolupament de reactors nuclears i armes nuclears. La fissió d'elements com l'urani 235 i plutoni 239 és causat per l'absorció de neutrons.
Tant el fred i la calor tèrmics com la radiació de neutrons s'empren en la dispersió de neutrons en instal·lacions, on la radiació s'utilitza d'una manera similar a com s'utilitzen els raigs X per a l'anàlisi de la matèria condensada. Els neutrons són complementaris en termes de contrastos atòmics per la diferent dispersió de les seccions transversals, la sensibilitat al magnetisme, el rang d'energia per a l'espectroscòpia inelàstica de neutrons, i la penetració profunda en la matèria.
El desenvolupament de "lents de neutrons", basada en la reflexió total interna dins dels tubs capil·lars de vidre buit o per la reflexió a partir de plaques d'alumini amb microforats ha impulsat la recerca en curs en la microscòpia de neutrons i els neutrons/gamma de tomografia de raigs.
Un ús important dels neutrons és excitar el vaivé dels raigs gamma dels elements en els materials. Aquesta és la base de l'anàlisi per activació neutrònica (NAA en anglès) i excitació gamma d'anàlisi d'activació per neutrons (PGNAA en anglès). NAA és la més utilitzada per a analitzar petites mostres de materials en un reactor nuclear, mentre que PGNAA és la més utilitzada per a analitzar les roques subterrànies al voltant de les perforacions i la indústria de materials a granel en cintes transportadores.
Un altre ús d'emissors de neutrons és la detecció de nuclis lleugers, especialment l'hidrogen en les molècules d'aigua. Quan un neutró ràpid xoca amb un nucli de llum, perd una gran part de la seva energia. En mesurar la velocitat a la qual els neutrons lents tornen a la sonda després de reflectir-se en els nuclis d'hidrogen, una sonda de neutrons pot determinar el contingut d'aigua al sòl.

## Protecció
L'exposició a neutrons lliures poden ser perillosa, ja que la interacció dels neutrons amb les molècules del cos poden causar la interrupció de les molècules i àtoms, i també pot causar reaccions que donen lloc a altres formes de radiació (com els protons). Per tant, s'apliquen les precaucions normals de protecció contra les radiacions: 
- Evitar-hi l'exposició.
- Romandre el més lluny possible de la font.
- Mantenir el temps d'exposició en un mínim.

Per a altres tipus de radiació, per exemple, les partícules alfa, partícules beta o raigs gamma, un material d'un alt nombre atòmic i alta densitat pot aconseguir-ne un bon blindatge. No obstant això, aquest mètode no funciona amb neutrons, ja que l'absorció dels neutrons no augmenta de manera directa amb el nombre atòmic, com ho fa amb les radiacions alfa, beta i gamma. En canvi, cal veure que els neutrons tenen interaccions particulars amb la matèria (tal com hem exposat abans). Per exemple, l'hidrogen, o materials rics en hidrogen com l'aigua, s'utilitzen sovint per a protegir-se dels feixos de neutrons, ja que l'hidrogen ordinari, tant pot dispersar com atraure els neutrons. Això significa que els blocs de concret simple o fins i tot carregat de parafina i els blocs de plàstic provoquen una millor protecció dels neutrons que els materials més densos. Després de la desacceleració, els neutrons es poden absorbir amb un isòtop que té una alta afinitat pels neutrons lents, sense causar radiació secundària per captura, com el liti-6.
La riquesa d'hidrogen de l'aigua corrent afecta l'absorció de neutrons en la fissió dels reactors nuclears: en general, els neutrons s'absorbeixen per l'aigua normal quan és necessari l'enriquiment del combustible amb isòtops fissionables. El deuteri de l'aigua pesant té una afinitat molt més baixa d'absorció de neutrons que el proti (hidrogen lleuger normal). El deuteri tant s'utilitza en reactors de tipus CANDU, per tal de moderar la velocitat dels neutrons, com per a augmentar la probabilitat de la fissió nuclear, en comparació amb la captura de neutrons.

## Producció
Diversos núclids es tornen més estables amb l'expulsió de neutrons 4
1H → 3
1H+n0
, cosa que es coneix com a emissió de neutrons, i ocorre comunament durant la fissió espontània en núclids més pesants com ara 235
92U i 245
98Cf.
La radiació còsmica interacciona amb l'atmosfera de la Terra i genera contínuament neutrons que poden ser-ne detectats des de la superfície. La radiació de neutrons és encara més forta a la superfície de Mart, on l'atmosfera és prou gruixuda com per a generar neutrons per la incidència dels raigs còsmics, però no prou gruixuda per a proporcionar una protecció significativa dels neutrons produïts. Aquests neutrons no sols produeixen radiació perillosa per a la vida en la superfície de Mart, també és un perill significatiu la reflexió dels neutrons de la superfície marciana, que produeixen radiació penetrant cap a l'atmosfera.
Els reactors nuclears de fissió produeixen naturalment neutrons lliures; el seu paper és mantenir l'energia de reacció en cadena. La intensa radiació de neutrons també pot ser utilitzada per a produir radioisòtops diferents en el processos d'activació de neutrons, que és un tipus de captura de neutrons.
Els reactors experimentals de fusió nuclear produeixen neutrons lliures com a producte de rebuig. Tot i això, són aquests neutrons els que contenen la major part de l'energia i convertir-la en energia útil resulta un repte per a l'enginyeria nuclear. Els reactors de fusió que generen neutrons poden crear al voltant de dues vegades la quantitat de residus radioactius d'un reactor de fissió, però els residus es componen de neutrons actius més lleugers, que tenen períodes de semidesintegració relativament curts (5-10 anys) en comparació amb la mitjana típica de 10.000 anys per als residus de fissió, principalment per la llarga vida mitjana dels actínids transurànics que emeten radiacions alfa.

## Temperatura de neutrons

### Neutrons tèrmics
Un neutró tèrmic és un neutró lliure que segueix la distribució de Maxwell-Boltzmann amb l'energia distribuïda kT = 0,0253 eV (4×10−21J) a temperatura ambient. Aquesta característica li dona una velocitat mitjana de 2,2 km/s. El nom prové del fet que la seva energia és la del gas, o material que està impregnant, a temperatura ambient. (Vegeu la teoria cinètica d'energies i velocitats de les molècules). Després d'una sèrie de col·lisions (amb freqüència, en el rang de 10-20) amb els nuclis, els neutrons arriben a aquest nivell d'energia, sempre que no s'absorbeixin.
En moltes substàncies, els neutrons tèrmics tenen una secció eficaç molt més gran de neutrons ràpids i, per tant, poden ser absorbits més fàcilment per qualsevol nucli atòmic amb què xoquen, i produir un isòtop més pesant -i amb freqüència, inestable- de l'element químic.
La majoria dels reactors de fissió utilitzen un moderador de neutrons per a frenar, o termalitzar, els neutrons que s'emeten per la fissió nuclear perquè siguin més fàcils de capturar, provocant fissió. D'altres, anomenats reactors reproductors ràpids, l'utilitzen energia directament dels neutrons de fissió.

### Neutrons freds
Són els neutrons tèrmics que s'han equilibrat en una substància molt freda, com el deuteri liquat. Una font freda es posa com a moderador en un reactor de recerca. Els neutrons freds són particularment valuosos per a la dispersió de neutrons en experiments.

### Neutrons ultrafreds
Els neutrons ultrafreds són produïts per la dispersió inelàstica de neutrons freds en les substàncies amb una temperatura de pocs kèlvins, com el deuteri sòlid o l'heli superfluid. Un mètode alternatiu de producció de neutrons freds és per desacceleració mecànica.

### Neutrons de fissió
Un neutró de fissió, o neutró ràpid, és un neutró lliure amb un nivell d'energia cinètica prop de 2 MeV (3,2×10−13J), per tant, una velocitat de ~ 20.000 km/s (~ 6% de la velocitat de la llum). Els seus noms són per distingir-los dels neutrons tèrmics (d'energia més baixa) i dels neutrons d'alta energia (produïts en acceleradors o pluges còsmiques). Els neutrons ràpids s'obtenen mitjançant processos nuclears com la fissió nuclear.
Els neutrons ràpids es poden convertir en neutrons tèrmics mitjançant un procés anomenat moderació. Això es fa amb un moderador de neutrons. En els reactors, en general, s'utilitza aigua pesant, aigua lleugera o grafit per a moderar els neutrons.

### Neutrons de fusió
La fusió-DT (deuteri-triti) és la reacció de fusió que produeix els neutrons més energètics, amb 14,1 MeV d'energia cinètica, i es desplacen a un 17% de la velocitat de la llum. La fusió DT és també la reacció de fusió més fàcil d'encendre, i arriba a prop de les hores punta, fins i tot quan les taxes dels nuclis de deuteri i el triti tenen només una mil·lèsima de l'energia cinètica dels 14,1 MeV que es produiran.
Els neutrons de fusió tenen aproximadament 10 vegades més energia que els neutrons de fissió, i són molt eficaços en la fissió dels nuclis pesants encara no fissibles, i aquestes fissions d'alta energia produeixen més neutrons que la mitjana de fissions per neutrons de baixa energia. Això fa que les fonts de neutrons de fusió DT, com es va proposar en els reactors Tokamak, puguin tenir energia útil per a la transmutació dels residus transurànics. Els neutrons de 14,1 MeV també poden produir neutrons a partir de nuclis per espal·lació.
D'altra banda, aquests neutrons d'alta energia és menys probable que puguin ser capturats sense causar la fissió o l'espal·lació. Per aquestes raons, el disseny d'armes nuclears de fusió-DT utilitza àmpliament 14,1 neutrons MeV per causar més fissió. Neutrons de fusió són capaços de causar la fissió dels materials normalment no fissibles, com l'urani empobrit (urani 238), i aquests materials han estat utilitzats en els embolcalls de les armes termonuclears. Neutrons de fusió també poden provocar la fissió de substàncies que no són apropiades o són difícils de convertir en bombes de fissió primària, com el plutoni dels reactors.
Altres reaccions de fusió produeixen neutrons molt menys energètics. La fusió-DD produeix un neutró de 2.45 MeV i heli 3 a una proporció del 50% de les reaccions, i produeix triti i un protó, però no neutrons, l'altra meitat. La fusió D-3 no produeix neutrons.

### Neutrons d'energia intermèdia
Els neutrons de fissió que s'han alentit, però encara no han assolit les energies tèrmiques s'anomenen neutrons epitermals.
Seccions eficaces, tant per a la captura i com a les reaccions de fissió, sovint tenen múltiples pics de ressonància en energies específiques en el rang de l'energia epitermal. Aquests són de menor importància en un reactor de neutrons ràpids, en què la majoria dels neutrons són absorbits abans de perdre velocitat en aquest rang, o en un lloc ben moderat del reactor tèrmic, en què els neutrons epitermals, en la seva majoria, interaccionen amb els nuclis de moderador, i no amb els materials fissibles o núclids actínids fèrtils. Tot i això, en un reactor moderat parcialment amb una major interacció dels neutrons epitermals amb nuclis de metalls pesants, hi ha més possibilitats de canvis transitoris en la reacció, cosa que pot fer el control del reactor més difícil.
Les proporcions de les reaccions de captura i de les reaccions de fissió són pitjors (més captures sense fissió) en la majoria dels combustibles nuclears, com ara el plutoni-239, per la qual cosa l'espectre epitermals dels reactors que utilitzen aquests combustibles és menys desitjable, ja que no sols capturen els residus del neutró capturat, sinó que també donen lloc a un núclid que no és fissionable amb neutrons tèrmics o epitermals, encara que sigui fissionable amb neutrons ràpids. L'excepció n'és l'urani 233 del cicle del tori, que té bones relacions de fissió.

### Neutrons d'alta energia
Aquests neutrons tenen més energia que l'energia de fissió i es generen partícules secundàries per utilitzar en els acceleradors de partícules o es generen en l'atmosfera per xoc amb els raigs còsmics. Poden tenir energies tan altes com desenes de joules per neutró. Aquests neutrons són extremadament eficients en la ionització i tenen moltes més probabilitats de causar la mort de la cèl·lula que els raigs X o els protons.